# Єлховка (Ульяновська область)
Єлховка (рос. Елховка) — село в Сурському районі Ульяновської області Російської Федерації.
Населення становить 95 осіб. Входить до складу муніципального утворення Сарське сільське поселення.

## Історія
Від 2004 року входить до складу муніципального утворення Сарське сільське поселення.

## Населення
| 2010 |
| ---- |
| 95   |